# Itinerarium van Tongeren

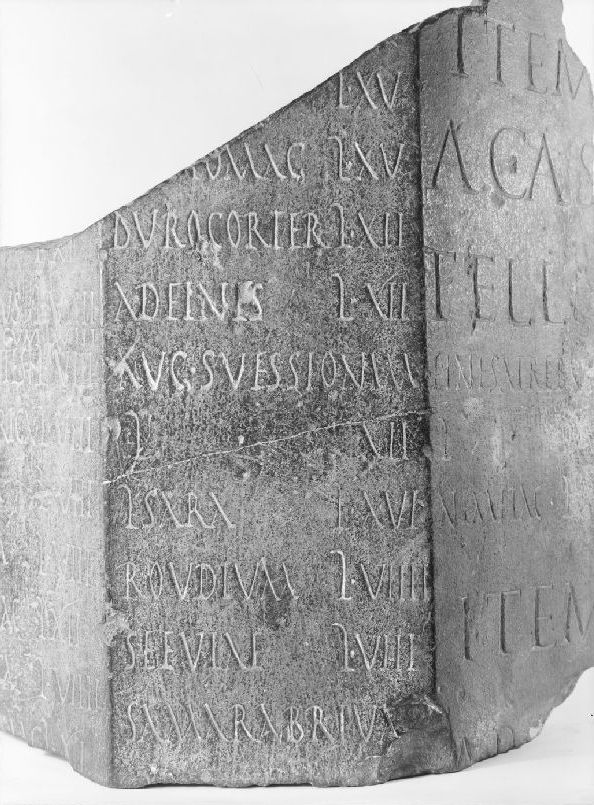

Het Itinerarium of de Mijlpaal van Tongeren is een Romeinse wegwijzersteen die vermoedelijk rond het jaar 200 opgesteld stond in Atuatuca Tungrorum. Van het oorspronkelijk achthoekige basaltblok zijn drie zijden fragmentarisch bewaard.

## Geschiedenis
De vondst is in 1817 gedaan bij graafwerken aan de Sint-Truidersteenweg in Tongeren, net buiten de Sint-Truiderpoort. De gemeenteraad maakte het stuk in 1844 bij gebrek aan een geschikte locatie over aan de Belgische staat. Het origineel is te zien in het Museum Kunst & Geschiedenis in Brussel, een replica in het Gallo-Romeins Museum. Na de herinrichting van het museum is de replica opgesteld in het straatbeeld.

## Beschrijving
Hoewel ook wordt gesproken over een mijlpaal (milliarium), is de informatie erop zo uitgebreid dat de kwalificatie reisbeschrijving (itinerarium) correcter is. De steen vermeldde voor diverse routes de halteplaatsen en tussenliggende afstanden in leugae (ca. 2,2 km).
De best bewaarde zijde beschreef de weg Tongeren–Keulen–Bonn–Worms–Straatsburg (bewaard fragment betreft Bonn–Worms):
[Bonna] I(eugae) XI (Bonn 11 leugae)
[Rigo]magus I(eugae) VIIII (Remagen 9 leugae)
[Antu]nnacum I(eugae) VIII (Andernach 8 leugae)
[Conf]luentes I(eugae) VIII (Koblenz 8 leugae)
[Bo]udobriga I(eugae) VIII (Boppard 8 leugae)
[Vo]solvia I(eugae) VIII (Oberwesel 8 leugae)
[B]ingium I(eugae) VIII (Bingen 8 leugae)
[Mo]gontiac(um) I(eugae) XII (Mainz 12 leugae)
[Bu]conica I(eugae) VIIII
[Borb]etomag(us) of [Borb]itomag(us) I(eugae) XI (Worms 11 leugae)
De volgende zijde schetste het traject Tongeren–Reims–Amiens–Boulogne (bewaard fragment Reims–Amiens):
[-] I(eugae) XV
[Nov]iomag(us) I(eugae) XV (La Noue Maga (?) 15 leugae)
Durocorter(um) I(eugae) XII (Reims 12 leugae)
Ad Fines I(eugae) XII (Fismes 12 leugae)
Aug(usta) Suessionum (Soissons)
I(eugae) XII
Isara I(eugae) XVI (Oise 16 leugae)
Roudium I(eugae) VIIII (Roye 9 leugae)
Seeviae of Sefulae I(eugae) VIII
Samarabriva (Amiens)
I(eugae)
Op de laatste bekende zijde waren minstens twee secundaire wegen aangegeven, één van Kassel tot Arras, een tweede die vertrok vanuit Bavay:
Item
a CaS-
tello (vanaf Kassel)
Fines Atrebatiu[m] (grens van de civitas van de Atrebaten)
I(eugae) XIIII
Nemetac(um) I(eugae) [-] (Arras)
Item
a Ba[gaco -] (vanaf Bavay)

## Uitgaven
- CIL, XIII, 2, 2, 9158
- ILS, 5839
- ILB, 135

## Voetnoten
1. ↑  Mijlpaal half jaar van Tongeren, De Standaard, 13 december 1999. Gearchiveerd op 8 oktober 2021.